# Georges Prêtre
Georges Prêtre, född 14 augusti 1924 i Waziers i Nord, död 4 januari 2017 i Navès i Tarn, var en fransk dirigent.
Efter musikstudier vid konservatoriet i Douai och sin utbildning till dirigent hos André Cluytens vid Pariskonservatoriet debuterade han 1946 som 22-åring vid operan i Marseille. Han har därefter dirigerat vid operahusen i Lille och Toulouse, samt vid Opéra-Comique i Paris och vid Lyric Opera Of Chicago.
På 1960-talet debuterade han på  Covent Garden i London , Metropolitan-operan i New York samt på La Scala i Milano. Han har arbetat med Maria Callas vid ett flertal tillfällen, och spelat in Carmen och Tosca tillsammans med henne.
Förutom opera är Prêtre främst känd för framföranden av franska verk som Debussys La Mer och Ravels Daphnis et Chloé. Han är även starkt förknippad med Francis Poulenc och dirigerade premiären av dennes opera La voix humaine på Opéra-Comique 1959 och hans Sept répons des ténèbres 1963.
Som 83-åring dirigerade Prêtre nyårskonserten i Wien år 2008 och därefter ytterligare en gång 2010. Han är den förste franske dirigenten i den rollen.